# Мирчо III Дракул
Мирчо III Дракул е претендент за трона на Влашко през 1481 г.
Неговият произход остава загадка. Съществуват две хипотези: според първата от тях той е вторият син на Влад Дракула, изчезнал през 1482/1483 г. на възраст 18 или 19 години по време на службата си на Йоан Филипец, католически епископ на Орадя, а също и канцлер на Унгарското кралство.
Според втората хипотеза той е незаконно роден син на Влад Дракула, който се установява в Молдова и с подкрепата на молдовския княз Стефан Велики се опитва да заеме влашкия престол през 1481 г.